# Janet Richard
Janet Richard (* 3. Juli 1998) ist eine maltesische Leichtathletin, die sich auf den Sprint spezialisiert hat. Sie ist momentan nationale Rekordhalterin im 400-Meter-Lauf.

## Sportliche Laufbahn
Erste Erfahrungen bei internationalen Meisterschaften sammelte Janet Richard im Jahr 2013, als sie bei den Spielen der kleinen Staaten von Europa (GSSE) in Luxemburg mit 59,9 s im Vorlauf über 400 Meter ausschied. Zudem gewann sie mit der maltesischen 4-mal-400-Meter-Staffel in 3:54,97 min die Bronzemedaille hinter den Teams aus Island und Luxemburg. Im Jahr darauf schied sie bei den Juniorenweltmeisterschaften in Eugene mit 57,13 s in der ersten Runde aus und 2015 nahm sie an der Team-Europameisterschaft, die im Zuge der Europaspielen in Baku stattfand, teil und belegte dort in 55,06 s den vierten Platz über 400 Meter. Zudem wurde sie in der 4-mal-100-Meter-Staffel in 46,24 s Vierte und gelangte mit der 4-mal-400-Meter-Staffel mit 3:47,93 min auf Rang sechs. Anschließend gewann sie bei den GSSE in Reykjavík in 55,96 s die Silbermedaille über 400 Meter hinter der Isländerin Þórdís Eva Steinsdóttir und mit der 4-mal-400-Meter-Staffel belegte sie in 3:52,63 min den vierten Platz. Daraufhin schied sie bei den Jugendweltmeisterschaften in Cali mit 55,37 s im Halbfinale über 400 Meter aus. 2017 wurde sie bei den GSSE in Serravalle in 57,36 s Vierte im Einzelbewerb. Anschließend schied sie bei den U20-Europameisterschaften in Grosseto mit 56,53 s im Vorlauf aus. 
2019 kam sie bei den U23-Europameisterschaften in Gävle mit 55,67 s nicht über die Vorrunde über 400 Meter hinaus und im September startete sie dank einer Wildcard bei den Weltmeisterschaften in Doha und schied dort mit 54,33 s in der ersten Runde aus. 2022 schied sie bei den Commonwealth Games in Birmingham mit 54,41 s im Vorlauf aus und verpasste mit der 4-mal-100-Meter-Staffel mit 45,59 s den Finaleinzug. Anschließend schied sie bei den Europameisterschaften in München mit 53,49 s in der Vorrunde über 400 Meter aus. Im Jahr darauf gewann sie bei den Spielen der kleinen Staaten von Europa in Marsa in 24,08 s die Bronzemedaille im 200-Meter-Lauf hinter der Zyprerin Olivia Fotopoulou und ihrer Landsfrau Carla Scicluna. Zudem siegte sie in 53,51 s über 400 Meter sowie in 45,39 s in der 4-mal-100-Meter-Staffel. In der 4-mal-400-Meter-Staffel sicherte sie sich in 3:46,78 min die Silbermedaille hinter dem zyprischen Team. Anschließend verbesserte sie bei der 3. Division der Team-Europameisterschaft, die im Zuge der Europaspiele in Chorzów stattfand, den von ihr gehaltenen Landesrekord über 400 Meter auf 52,37 s und wurde damit Zweite hinter der Irin Sharlene Mawdsley. Daraufhin belegte sie bei den Balkan-Meisterschaften in Kraljevo in 52,82 s den fünften Platz und schied dann bei den Weltmeisterschaften in Budapest mit 54,50 s in der ersten Runde aus. 2024 gelangte sie bei den Balkan-Meisterschaften in Izmir mit 2:05,27 min auf Rang zehn im 800-Meter-Lauf, ehe sie kurz darauf bei den Europameisterschaften in Rom mit 2:04,34 min nicht über die erste Runde hinauskam.
In den Jahren von 2018 bis 2023 wurde Richard maltesische Meisterin im 400-Meter-Lauf sowie 2020 auch über 200 Meter und in der 4-mal-100-Meter-Staffel.

## Persönliche Bestleistungen
- 200 Meter: 24,08 s (+1,5 m/s), 3. Juni 2023 in Marsa
- 400 Meter: 52,37 s, 20. Juni 2023 in Chorzów (maltesischer Rekord)
  - 400 Meter (Halle): 55,77 s, 18. Januar 2020 in London (maltesischer Rekord)
- 600 Meter: 1:34,58 min, 29. Januar 2022 in Marsa (nationale Bestleistung)
- 800 Meter: 2:03,97 min, 11. Mai 2024 in Conegliano